# Brandnetelsnuituil
De brandnetelsnuituil (Hypena obesalis) is een vlinder uit de familie van de spinneruilen (Erebidae). De wetenschappelijke naam van de soort is voor het eerst geldig gepubliceerd in 1829 door Treitschke.
Deze nachtvlinder komt voor in Europa.